# Most Valy
Most Valy je dálniční most nacházející se na dálnici D3 v okrese Čadca v blízkosti státní hranice s Polskem. S výškou 84 metrů je nejvyšším mostem Slovenska. Realizační dokumentace mostu byla zhotovena českou projekční společností Stráský, Hustý a partneři s.r.o., hlavním zhotovitelem byla společnost Váhostav-SK. Pro most je typická mimořádná výška pilířů (v jednom bodě až 76 metrů).

## Poloha
Most je součástí 12 kilometrů dlouhého úseku Skalité–Svrčinovec. Nachází se v obci Čierne v okrese Čadca. Most prochází údolím Gorilova potoka a přes kopec Valy, po kterém dostal i pojmenování.

## Parametry
Most tvoří jedna nosná konstrukce komorového průřezu dlouhá 591 metrů, tvořená devíti poli. Komora má proměnnou výšku 2,7 až 5 metrů. Pole mají rozpětí od 30 do 92 metrů. Výška nejvyššího pilíře mostu činí 78 metrů. Na mostě jsou instalovány větrolamy, které se jinak nacházejí jen v Chorvatsku a Francii. Očekávaná intenzita dopravy je 5 000 aut.
Most Valy byl označen za nejvyšší most střední Evropy. V Německu se však nachází dálniční most Kochertalbrücke s výškou 185 metrů, v Rakousku dálniční most Europabrücke s výškou 190 metrů či v Maďarsku dálniční most Kőröshegyi s výškou 88 metrů.

## Výstavba
Na výstavbu bylo použito 12 000 m³ betonu a 2030 tun oceli. Pracovalo na něm 60 dělníků. Při výstavbě se postupovalo technologií letmé betonáže. Most měl být zprovozněn v roce 2016, ale nakonec byl slavnostně otevřen až 10. června 2017.

## Fotogalerie

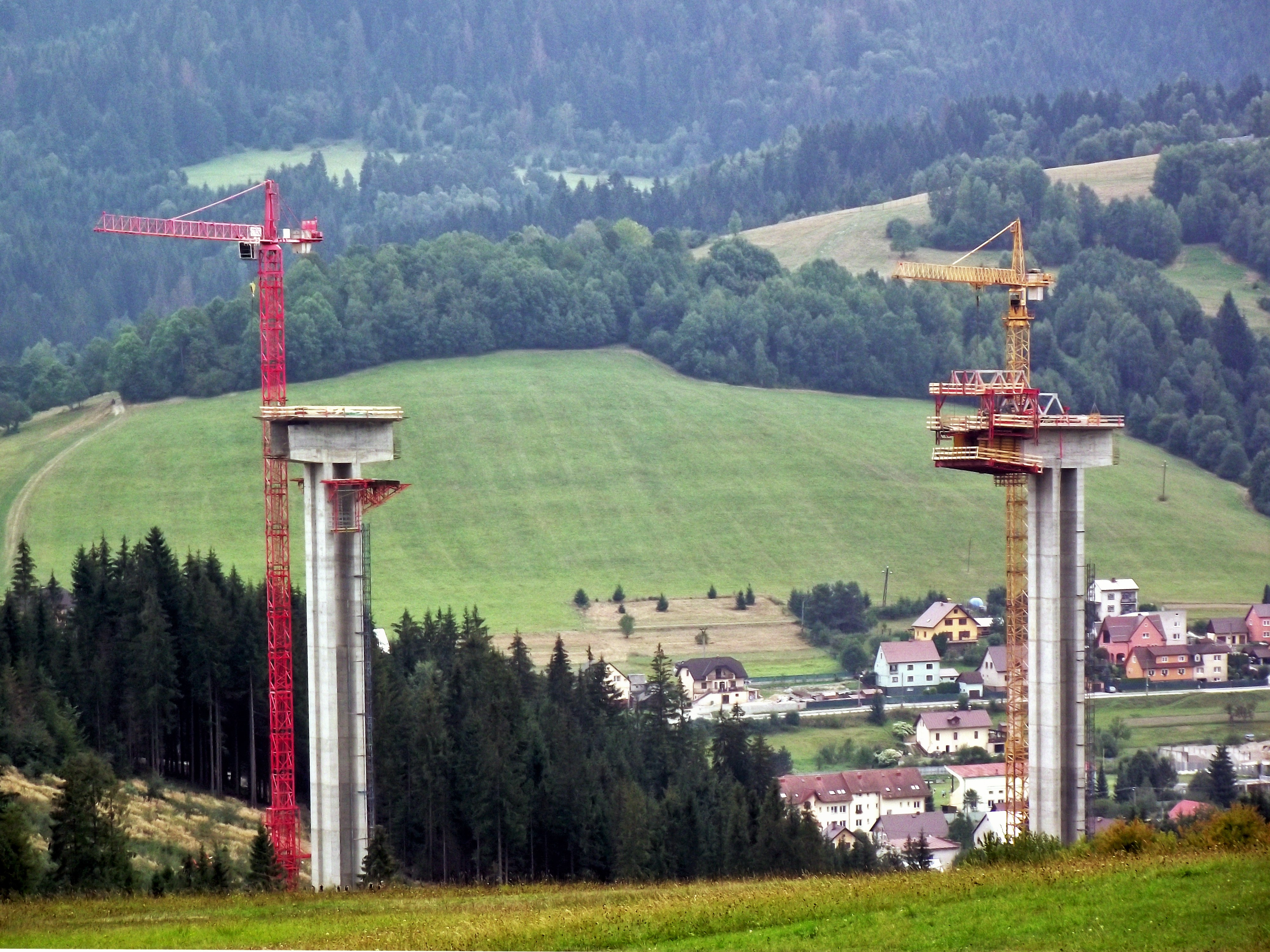
Výstavba Mostu Valy v září 2015, pohled z Hrčavy na Čierne
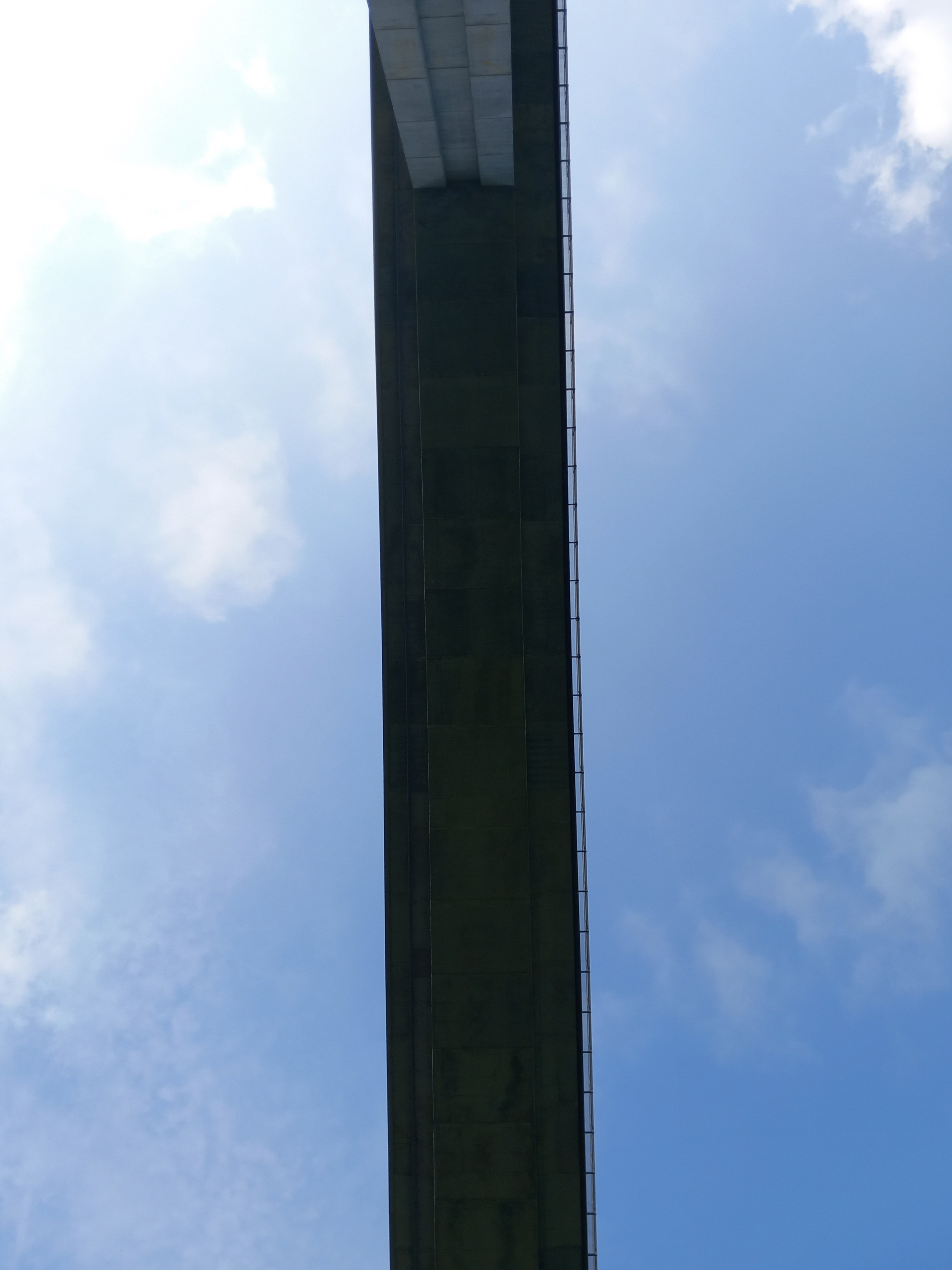
Pohled vzhůru na k mostu